# Maria Heinrich Hoster
Maria Heinrich Hoster (* 9. September 1835 in Köln; † 20. Februar 1890 in Straßburg) war ein Kölner Retuscheur, Mundartautor, Karnevalist und Büttenredner.
Er war Mitbegründer und erster Bannerhär (Präsident) der bis heute bestehenden renommierten Kölner Narren-Zunft von 1880. In seiner Rolle als etwas bornierter neureicher Tillekatessenhändler Här Antun Meis (Anton Meise) begeisterte er sein Publikum in Vorträgen und Schriften weit über Köln hinaus und gilt heute als einer der Klassiker der kölschen Dialektliteratur.

## Leben
Er wurde 1835 im Zentrum Kölns in der Schildergasse geboren. Seine Eltern waren der Lehrer Johann Peter Hoster und dessen zweite Ehefrau Maria Katharina Nicolini, die von nach Köln eingewanderten Italienern abstammte. Sie starb schon 1851 bei der Geburt ihres neunten Kindes. Ihr ältester Sohn Maria Heinrich wollte zunächst Maler werden und studierte dies drei Jahre an der Düsseldorfer Kunstakademie, wandte sich dann aber der Porzellanmalerei und später der Retuschierkunst zu. Bei einem mehrjährigen Aufenthalt in Straßburg lernte er seine spätere Frau Elisabeth Zimmermann kennen.
Danach trat er in eines der renommiertesten Fotografengeschäfte in Köln ein und wirkte dort als Retuscheur. Seine Spezialität wurde das Montieren von Einzelaufnahmen zu Gruppenbildern. Er war darin so gut, dass er sich selbstständig machen konnte und ein eigenes Atelier in Ehrenfeld eröffnen konnte. Er heiratete 1869, sobald ihm dies wirtschaftlich möglich war, aber seine Ehe wurde nicht glücklich und blieb kinderlos.
Durch Krankheiten seiner Frau musste er immer wieder Zeit daheim verbringen und begann, sich schriftstellerisch zu betätigen. Beobachtungen der Neureichen der Gründerzeit inspirierten ihn zur Figur des Herrn Anton Meise, seines Zeichens ein Delikatessenhändler in Köln. Dessen Versuche, der sogenannten besseren Gesellschaft anzugehören und sich gebildet zu geben, sorgten für Heiterkeitsstürme, als Hoster 1873 zum ersten Mal in dieser Rolle als Büttenredner im Karneval auftrat. Sie wurde Hosters Alter Ego für den Rest seines Lebens und machte ihn weit über die Grenzen Kölns hinaus bekannt. Dementsprechend konnte er auch mehrere Bändchen mit seinen Vorträgen und Geschichten veröffentlichen, die teilweise mehrfach neu aufgelegt wurden. Sie erschienen überwiegend unter dem Pseudonym seines Protagonisten Antun Meis, wobei Hoster meist unter dem eigenen Namen als Illustrator auftrat.
1880 gründet Hoster mit anderen eine Karnevalsgesellschaft, die in enger Anlehnung an ein mittelalterliches Vorbild zugleich ein Wohltätigkeitsverein ist. Viele der damaligen Bräuche, Regeln und Namen werden wieder aufgenommen und neu belebt, bis hin zu den historischen Kostümen. Der Name Kölner Narren-Zunft ist jedoch neu. Auch ihren Gründungsleitspruch „Wohl allen, Niemand weh!“ gibt er ihr und wird prompt zum Präsidenten (Bannerhär) gewählt. Sie ist die erste Gesellschaft, die Frauen zu ihren Aktivitäten zulässt, eine kleine Revolution in der damaligen Zeit.
1888, auf dem Höhepunkt seiner Bekanntheit, erbte Hosters Frau Elisabeth die Gastwirtschaft, in der sie sich kennengelernt hatten. Schweren Herzens gab er darum seinen Vorsitz der Narrenzunft ab und löste sein Atelier auf. Das Ehepaar übersiedelte nach Straßburg, wo Hoster 1890 überraschend verstarb, nachdem er längere Zeit an den Folgen eines Schlaganfalls gelitten hatte.

## Dä Tillekatessenhändler Här Antun Meis
Der Tünnes ist eine zentrale Figur im Kölner Hänneschen-Theater. Er ist der bäuerlich-ungebildete Menschentyp, manchmal etwas unflexibel, gelegentlich rechthaberisch, vor allem, wenn er etwas getrunken hat. Er ist der Vornamensgeber für Hosters Figur. Hosters Schwiegermutter hieß mit Geburtsnamen Meise. Von ihr bekam Hosters Figur den Nachnamen. Auf Kölsch würde jemand dieses Namens mit ‚Tünnes Meis‘ gesiezt und gewöhnlich ‚dä Meiße Tünn‘ gerufen. Da aber der Herr Meise sich vom gewöhnlichen Volk absetzen will, verwendet er die hochdeutsche Form seines Vornamens, Anton, der in der kölschen Aussprache mit offenem ‚o‘ wie in Tonne klingt. Statt des im rheinischen Platt üblichen Artikels besteht er auf der Titulierung ‚Herr‘, und nachdem er sich mit der Hochsprache nicht wirklich gut auskennt, wird daraus ein unfreiwillig komisches: ‚dä Tillekatessenhändler Här Antun Meis‘
Auf Sitzungen trat Heinrich Hoster in der Rolle des Herrn Delikatessenhändlers Herr Anton Meise auf, der über seine Erlebnisse berichtet, wobei er sich stets vergeblich müht, statt Kölsch, seiner eigentlichen Sprache, ein seinem vermeintlichen hohen Stand entsprechend vornehmes Hochdeutsch zustande zu bringen. Heraus kommt aber lediglich Familienkölsch oder das im rheinischen Jargon so genannte Hochdeutsch mit Knubbeln, was man als ‚zerbeultes Hochdeutsch‘ umschreiben könnte.
Dass er damit weit über Kölns hinaus bekannt wurde, zeigt, dass er ein Thema der Zeit getroffen hatte. Durch die neuen Reisemöglichkeiten, über ein halbes Jahrhundert preußische Herrschaft am Rhein und die völlig auf die hochdeutsche Sprache setzende preußische Schulpolitik war eine Situation entstanden, in der reiche und gebildete Schichten sich eher der Hochsprache, das übrige Volk jedoch normalerweise des bodenständigen Dialekts bedienten. Schulkinder und Bedienstete der Oberschicht wurden in eine Diglossie gezwungen, in der je nachdem, wo sie sich gerade befanden, einmal die eine, ein anderes mal die andere Sprache angebracht war. Aus diesem Antagonismus heraus boten sich mannigfache komödiantische, sozialkritische, satirische und kabarettistische Möglichkeiten, die Hoster mit viel Sprachwitz, genauer Beobachtungsgabe und Geschicklichkeit in Vorträge oder Schriften des Antun Meis umzusetzen verstand. Er begründete damit eine Tradition, die bis heute fortbesteht und weiterentwickelt wurde.

## Ehrungen
Noch im Jahr 1913 beschloss die Kölner Narrenzunft, zu Ehren ihres Gründers einen Brunnen zu stiften, für den 1914 auch ein erfolgreicher Wettbewerb stattfand und ein Modell gefertigt wurde. Er hätte wohl zu Heinrich Hosters 80. Geburtstag eingeweiht werden sollen, wurde aber 1915 während des Ersten Weltkriegs dann doch nicht gebaut und das über Jahre dafür angesparte Geld „der Kriegsfürsorge zugedacht“.
Die Stadt Köln ehrte ihn später mit der Benennung der Hosterstraße im Stadtteil Neu-Ehrenfeld, in dem er einen wesentlichen Teil seines Lebens verbrachte.
Die Kölner Narrenzunft 1935 gab in seinem 100. Geburtsjahr eine Medaille mit seinem Porträt als Sessionsorden heraus.

## Veröffentlichungen (Auswahl)
- Antun Meis auf der Gewerbe- und Kunstausstellung in Düsseldorf. 1880.
- Antun Meis: Intelligenzblatt. Das Kölsch Käseblättchen for das gebilte Volk und for zehn Fennig. 1881.
- Stückelcher aus dem ländliche Lebe des Herrn Antun Meis. Von Hch. Hoster. Illustriert von Jos. Stolzen. 3 Bändchen. Digitalisat bei HathiTrust.
- Meis, Antun: Kölsch Levve. Humoresken von Herren Antun Meis. Herausgegeben und illustriert von H. Hoster. 7. Auflage. Verlag von J. P. Mischel, Düsseldorf (ohne Jahresangabe, ca. 1928).
- Heinrich Hoster: Erläbnisse des Härrn Tillerkatessenhändlers Härrn Antun Meis. Staufen-Verlag, Köln 1941.
- Antun Meis: Des Herrn Antun Meis, weiland Tillekatessenhändler in Köln un Rentenirer in Knollendorf Gesammelte Werke. Zesammegeknuv, mit gehörige Bimerkunge vers. u. hrsg. f. gebilte Leut vun Jupp Klersch. Hrsg.: Joseph Klersch. Kölnische Verl.-Druckerei, Köln 1962 (Beiträge zur Geschichte, Sprache und Eigenart der Stadt Köln. [Beiträge zur kölnischen Geschichte Sprache, Eigenart]; Nr. 37 in der Schriftenreihe des Heimatvereins Alt-Köln e.V.) (276 Seiten mit 9 Abbildungen).